# Boeing Model 15
Il Boeing Model 15 fu un aereo da caccia monoposto, monomotore e biplano, sviluppato dall'azienda aeronautica statunitense Boeing nei primi anni venti.
Il modello venne adottato sia dalla componente aerea (Air Service) dello United States Army, l'esercito degli Stati Uniti d'America, e indicato in servizio con la denominazione PW-9, che dall'aviazione di marina della United States Navy, la marina militare dello stato nordamericano, nella sua variante imbarcata su portaerei, indicato con la designazione FB.
Con 157 esemplari costruiti tra il 1923 e il 1928 nelle sue varie varianti basate a terra e imbarcate, il Model 15 fu il primo caccia sviluppato dalla Boeing a riscuotere un buon successo commerciale, assicurando all'azienda futura affidabilità nei confronti del mercato nazionale dell'aviazione militare.

## Storia del progetto
Al termine della prima guerra mondiale gli Stati Uniti d'America, tra i vincitori, ricevettero come prede di guerra 142 esemplari di caccia Fokker D.VII ex Impero tedesco destinati a prove di valutazione come eventuale equipaggiamento dei reparti della neoistituita United States Army Air Service, componente aerea dello United States Army. Tuttavia il modello tedesco era presumibile avrebbe avuto una limitata vita operativa così da aprire opportunità commerciali alle nascenti aziende aeronautiche nazionali.
In quest'ottica William Boeing, imprenditore che diede il nome alla propria azienda con sede e stabilimenti a Seattle e che aveva ottenuto una licenza di produzione per il Thomas-Morse MB-3, decise nel 1922 di avviare su iniziativa privata lo sviluppo di un nuovo modello di caccia che potesse competere in prestazioni con i contemporanei progetti di concezione britannica e francese. Il proprio ufficio tecnico, avendo modo di studiare il Fokker D.VII, iniziò a disegnare un progetto basato sul modello tedesco, risultando avere alla fine molte caratteristiche comuni. Il Model 15, designazione attribuita dall'azienda al velivolo, era caratterizzato da una fusoliera con struttura in tubi in acciaio saldato rinforzato con filo armonico. La velatura, biplana, era costituita da due piani alari con struttura lignea dalle estremità arrotondate, con longheroni in abete rosso e mogano e centine in legno compensato a tre strati, mentre i montanti interalari che li collegavano, in legno nel Fokker, vennero sostituiti con tubi in acciaio a profilo aerodinamico già adottati dall'azienda in altri modelli. Il carrello d'atterraggio era di tipo biciclo fisso, collegato alla parte ventrale della fusoliera, con ruote collegate tra loro da un assale rigido, a sospensione elastica, integrato in una struttura a profilo alare dalla corda pari a 16 in (410 mm).
Originariamente il motore previsto era un Wright-Hispano V8 raffreddato a liquido da 300 hp (220 kW) ma appena diventato disponibile il Curtiss D-12 12 cilindri a V da 435 hp (324 kW) il progetto venne modificato, spostando il radiatore, di tipo automobilistico, dal naso a un tunnel sotto il motore. Assieme ad altre modifiche minori che interessarono le ali, il progetto venne dichiarato definitivo il 10 gennaio 1922.
L'esercito valutò interessante la nuova proposta, accettando di fornire armamento e gruppo motoelica e di avviare prove di volo sul modello, lasciando alla Boeing i diritti su velivolo e progetto. Il contratto venne sottoscritto il 4 aprile 1923; il primo prototipo, indicato come XPW-9 (Experimental Pursuit, Water-cooled engine), venne portato in volo per la prima volta il 2 giugno 1923. L'XPW-9 venne quindi valutato in prove comparative con il concorrente Curtiss Model 33 per un contratto di fornitura per un pursuit aircraft destinato a sostituire in servizio il Thomas-Morse MB-3A.
Dati i risultati soddisfacenti, vennero accettati entrambi i velivoli; il modello Curtiss venne ridesignato PW-8 e il Model 15 PW-9. L'USAAS preferì dotarsi del PW-9, che oltre ad aver superato le prestazioni del PW-8 in tutti gli aspetti a eccezione della velocità, presentava una struttura più robusta e di più facile manutenzione, emettendo un ordine di fornitura per 113 esemplari, contro i soli 25 PW-8.
Dal Model 15 la Boeing sviluppò inoltre una variante destinata all'uso navale, indicata come FB, che in tutte le sue sottoversioni venne realizzata in complessivi 44 esemplari.

## Impiego operativo
Il primo lotto di 25 esemplari di PW-9 iniziò ad essere consegnato il 30 ottobre 1925. Tra tutte le varianti, prototipi compresi, tra il 1925 e il febbraio 1931 Boeing consegnò al United States Army Air Corps un totale di 114 PW-9. Praticamente tutti i PW-9 furono operativi con unità d'oltremare, nelle Hawaii con il 5th Composite Group basato a Luke Field e in seguito al 18th Pursuit Group presso Wheeler Field, e nelle Filippine con il 4th Composite Group presso Clark Field, Luzon. I PW-9 equipaggiarono inoltre i 3rd, 6th, e 19th Pursuit Squadron tra il 1925 e il 1931.
L'FB-1, del quale la United States Navy emise un ordine di fornitura per 16 esemplari ma ne ricevette solo dieci tra il 1º e il 22 dicembre 1924, non venne modificato per poter operare da portaerei (ad esempio, era privo del gancio di coda), ed è stato assegnato agli squadron del United States Marine Corps (USMC) VF-1M, VF-2M e VF-3M, essendo consegnato in Cina a sostegno della Marine Expeditionary Force. Due altri esemplari, identificati come FB-2, vennero modificati per operare dalla portaerei USS Langley dotandoli di gancio d'arresto e di carrello modificato, rinforzato per meglio sopportare le sollecitazioni dovute all'appontaggio. Questi furono presi in carico dal VF-2 nel mese di dicembre 1925. I risultati ottenuti in condizioni operative, generalmente ritenuti soddisfacenti, convinsero il Bureau of Aeronautics (BuAer) ad emettere un successivo ordine di fornitura per 27 esemplari; indicati come FB-5, divennero il primo modello da caccia US Navy destinato specificamente per operare da portaerei. Questi erano caratterizzati dall'adozione di un motore Packard 2A-1500 da 525 hp e per essere equipaggiati con una serie di ganci posizionati sotto l'asse, utilizzati per guidare il velivolo sul ponte di volo tramite cavi. Il primo FB-5 volò il 7 ottobre 1926 e fu consegnato alla US Navy all'inizio del gennaio successivo, spedizione effettuata su chiatta attraverso lo Stretto di Puget dalla fabbrica Boeing alla USS Langley ancorata nel porto di Seattle. Issato a bordo, i suoi primi voli ufficiali furono dal ponte della portaerei.

## Varianti
XPW-9
designazione dei tre prototipi costruiti per l'Air Service ed avviati a prove di valutazione. Il primo esemplare venne demolito a McCook Field il 21 febbraio 1925, il secondo utilizzato in prove statiche nel mese di ottobre 1928 e il terzo, al dicembre 1928, risultava ancora utilizzato in volo.
PW-9
prima versione di produzione in serie, motorizzata con il Curtiss D-12 12 cilindri a V raffreddato a liquido, 30 esemplari costruiti nel periodo 1925-26.
PW-9A
versione di produzione in serie, motorizzata D-12C, 24 esemplari costruiti nel periodo 1926-27.
PW-9B
designazione relativa a un PW-9A modificato, consegnato come PW-9B nel 1927.
PW-9C
versione di produzione in serie, motorizzata D-12D, 40 esemplari costruiti nel periodo 1927-28.
PW-9D
ultima versione di produzione in serie, 16 esemplari costruiti nel periodo 1928-34.
XP-4
designazione di un PW-9 (ser no. 25-324) rimotorizzato con un Packard 1A-1500 da 510 hp (380 kW), designazione aziendale Boeing Model 58.
AT-3
designazione della conversione dall'esemplare PW-9A ser no. 26-374 motorizzato Wright-Hispano e destinato al ruolo di aereo da addestramento monoposto.

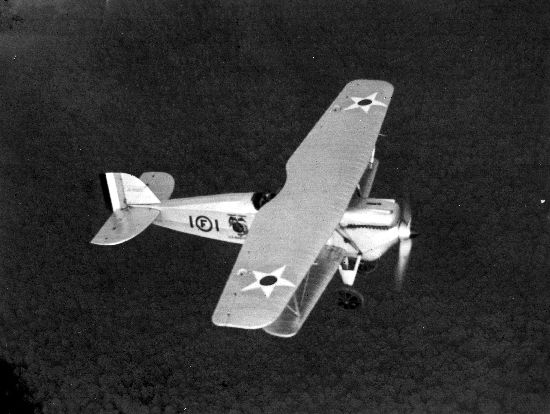
FB-1
dieci esemplari dell'originale ordine per sedici FB-1, i rimanenti sei modificati in varie sottoversioni (FB-2, FB-3, FB-4), equipaggiati con motore Curtiss D-12 da 435 hp (324 kW); iniziale fornitura per la US Navy destinati all'uso esclusivamente basato a terra.
FB-2
designazione di due FB-1 modificati per operare da portaerei, equipaggiati con motore Packard 1A-1500 da 510 hp (380 kW); designazione aziendale Model 53.

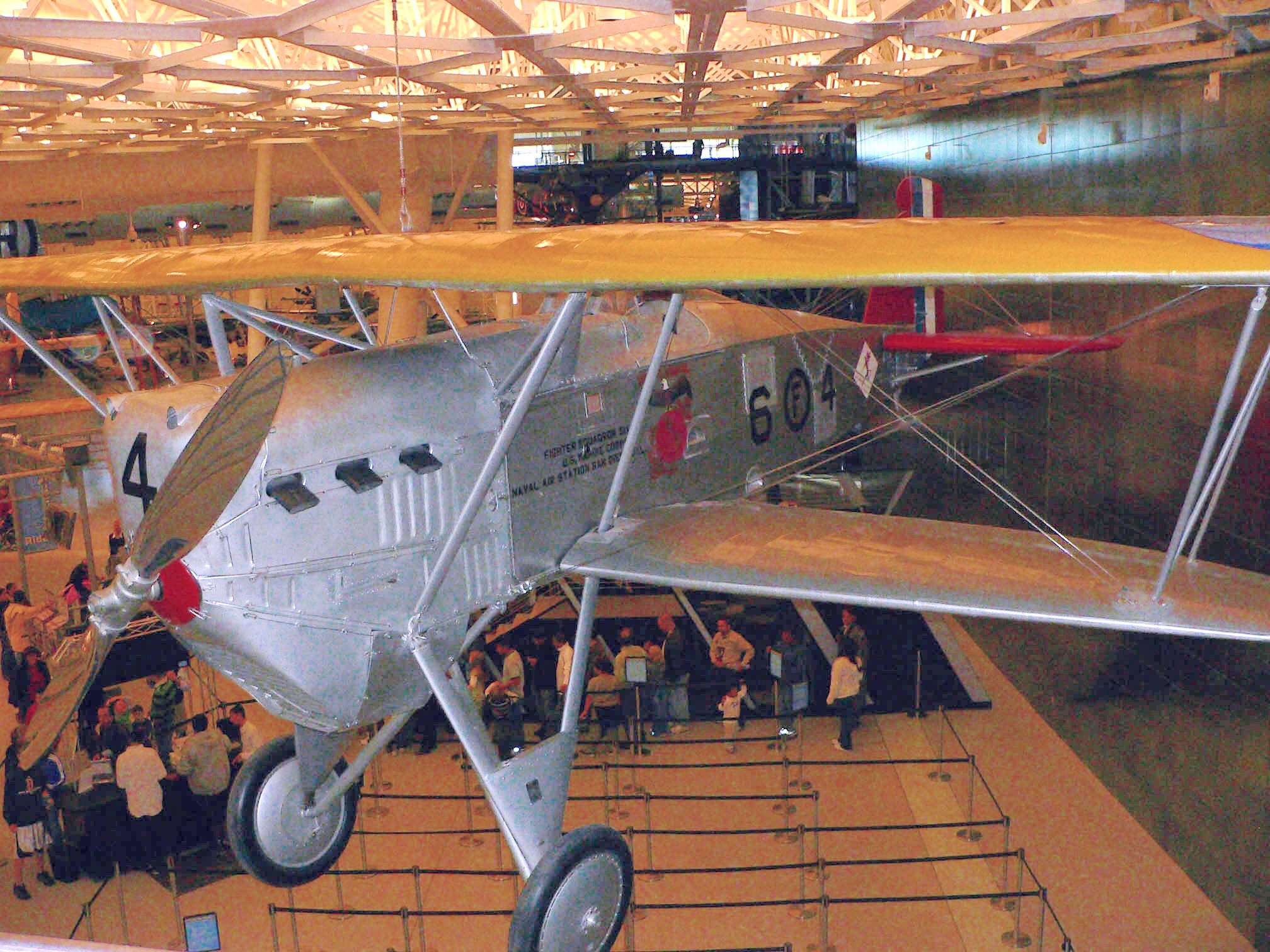
Il Boeing FB-5 esposto allo Steven F. Udvar-Hazy Center.

FB-3
designazione dei tre esemplari in configurazione idrovolante a scarponi, equipaggiati con motore Packard 1A-1500 da 510 hp (380 kW); designazione aziendale Model 55.
FB-4
prototipo, modello sperimentale equipaggiato con motore radiale Wright P-1 raffreddato ad aria da 450 hp (340 kW); designazione aziendale Model 54, un solo esemplare costruito.
FB-5
versione di produzione in serie, motorizzata Packard 2A-1500 da 520 hp (390 kW), 27 esemplari costruiti, designazione aziendale Model 67.
FB-6
prototipo, modello sperimentale equipaggiato con motore radiale Pratt & Whitney R-1340-B Wasp raffreddato ad aria da 450 hp (340 kW); designazione aziendale Model 54, un solo esemplare realizzato.
FB-7
versione motorizzata Pratt & Whitney Wasp, proposta ma rimasta allo stadio progettuale.

## Utilizzatori
Stati Uniti
- United States Army Air Service
- United States Marine Corps
- United States Navy